# Callulops valvifer
Espèce
Synonymes
- Pomatops valvifera Barbour, 1910

Statut de conservation UICN

 LC  : Préoccupation mineure
Callulops valvifer est une espèce d'amphibiens de la famille des Microhylidae.

## Répartition
Cette espèce est endémique de Nouvelle-Guinée occidentale en Indonésie. Elle se rencontre de 300 à 900 m d'altitude dans les monts Fak-Fak.

## Publication originale
- Barbour, 1910 : A new genus of Amphibia Salientia from Dutch New Guinea. Proceedings of the Biological Society of Washington, vol. 23, p. 89-90 (texte intégral).